# Treviksjön
Treviksjön är en sjö i Örnsköldsviks kommun i Ångermanland och ingår i Gideälvens huvudavrinningsområde. Sjön har en area på 0,107 kvadratkilometer och ligger 229 meter över havet. Vid provfiske har abborre och öring fångats i sjön.

## Delavrinningsområde
Treviksjön ingår i det delavrinningsområde (705521-162957) som SMHI kallar för Ovan Hejarsbäcken. Medelhöjden är 244 meter över havet och ytan är 10,99 kvadratkilometer. Räknas de 2 avrinningsområdena uppströms in blir den ackumulerade arean 32,85 kvadratkilometer. Björna-Lillån som avvattnar avrinningsområdet har biflödesordning 3, vilket innebär att vattnet flödar genom totalt 3 vattendrag innan det når havet efter 55 kilometer. Avrinningsområdet består mestadels av skog (81 procent). Avrinningsområdet har 0,28 kvadratkilometer vattenytor vilket ger det en sjöprocent på 2,5 procent.